# Take Care
Take Care è il secondo album in studio del rapper canadese Drake, uscito il 15 novembre 2011.
L'album contiene 18 tracce che vantano la collaborazione di artisti come The Weeknd, Lil' Wayne, Nicki Minaj, Rihanna, Kendrick Lamar, Birdman, Rick Ross e André 3000. I singoli estratti sono stati: Headlines, Make Me Proud, The Motto, Take Care, HYFR (Hell Ya Fucking Right) e Crew Love, mentre i singoli promozionali sono stati Marvins Room e Lord Knows.

## Tracce
1. Over My Dead Body – 4:32 (Aubrey Graham, Noah Shebib, Anthony Palman, Chantal Kreviazuk)
2. Shot for Me – 3:44 (Aubrey Graham, Noah Shebib, Abel Tesfaye, Rainer Millar Blanchaer)
3. Headlines – 3:56 (Aubrey Graham, Anthony Palman, Matthew Samuels, Noah Shebib)
4. Crew Love (feat. The Weeknd) – 3:28 (Aubrey Graham, Abel Tesfaye, Carlo Montagnese, Martin McKinney)
5. Take Care (feat. Rihanna) – 4:37 (Aubrey Graham, Noah Shebib, Anthony Palman, Jamie Smith, Brook Benton)
6. Marvins Room – 5:47 (Aubrey Graham, Noah Shebib, Jason Beck, Adrian Eccleston)
7. Buried Alive Interlude (feat. Kendrick Lamar) – 2:31 (Kendrick Lamar, Noah Shebib, Dwayne Chin-Quee)
8. Underground Kings – 3:32 (Aubrey Graham, Noah Shebib, Anthony Palman, Tyler Williams)
9. We'll Be Fine (feat. Birdman) – 4:08 (Aubrey Graham, Bryan Williams, Tyler Williams, Noah Shebib)
10. Make Me Proud (feat. Nicki Minaj) – 3:39 (Aubrey Graham, Anthony Palman, Onika Maraj, Tyler Williams, Nikhil Seetharam, Kenza Samir, Noah Shebib)
11. Lord Knows (feat. Rick Ross) – 5:07 (Aubrey Graham, Anthony Palman, Justin Smith, William Roberts)
12. Cameras/Good Ones Go Interlude – 7:15 (Aubrey Graham, Noah Shebib, Anthony Palman, Jason Beck, Jonathan Buck, Abel Tesfaye)
13. Doing it Wrong – 4:25 (Aubrey Graham, Noah Shebib)
14. The Real Her (feat. Lil Wayne & André 3000) – 5:21 (Aubrey Graham, Noah Shebib, Dwayne Carter, André Benjamin)
15. HYFR (Hell Ya Fucking Right) (feat. Lil Wayne) – 3:26 (Aubrey Graham, Dwayne Carter, Cedric Carter, Anthony Palman, Kenza Samir, Noah Shebib, Tyler Williams)
16. Look What You've Done – 5:02 (Aubrey Graham, Noah Shebib, Jesse Woodward)
17. Practice – 3:57 (Aubrey Graham, Noah Shebib, Abel Tesfaye, Adrian Eccleston)
18. The Ride – 5:51 (Aubrey Graham, Abel Tesfaye, Anthony Palman, Martin McKinney)

Durata totale: 80:18
Bonus track per iTunes
1. The Motto (feat. Lil Wayne) – 3:01 (Shahid Reshi, Aubrey Graham, Dwayne Carter, Tyler Williams, Salvatore Casto)
2. Hate Sleeping Alone – 3:33 (Aubrey Graham, Tremaine Neverson, Noah Shebib, Anthony Palman)

## Classifica
| Classifica (2011)  | Posizione massima |
| ------------------ | ----------------- |
| Australia          | 15                |
| Belgio (Fiandre)   | 44                |
| Belgio (Vallonia)  | 77                |
| Canada             | 1                 |
| Danimarca          | 24                |
| Paesi Bassi        | 38                |
| Francia            | 32                |
| Francia (Digitale) | 9                 |
| Irlanda            | 30                |
| Nuova Zelanda      | 19                |
| Norvegia           | 32                |
| Svizzera           | 45                |
| Regno Unito        | 5                 |
| Regno Unito (R&B)  | 2                 |
| Stati Uniti        | 1                 |
| Stati Uniti (R&B)  | 1                 |
| Stati Uniti (Rap)  | 1                 |